# Internationaler Übersetzertag

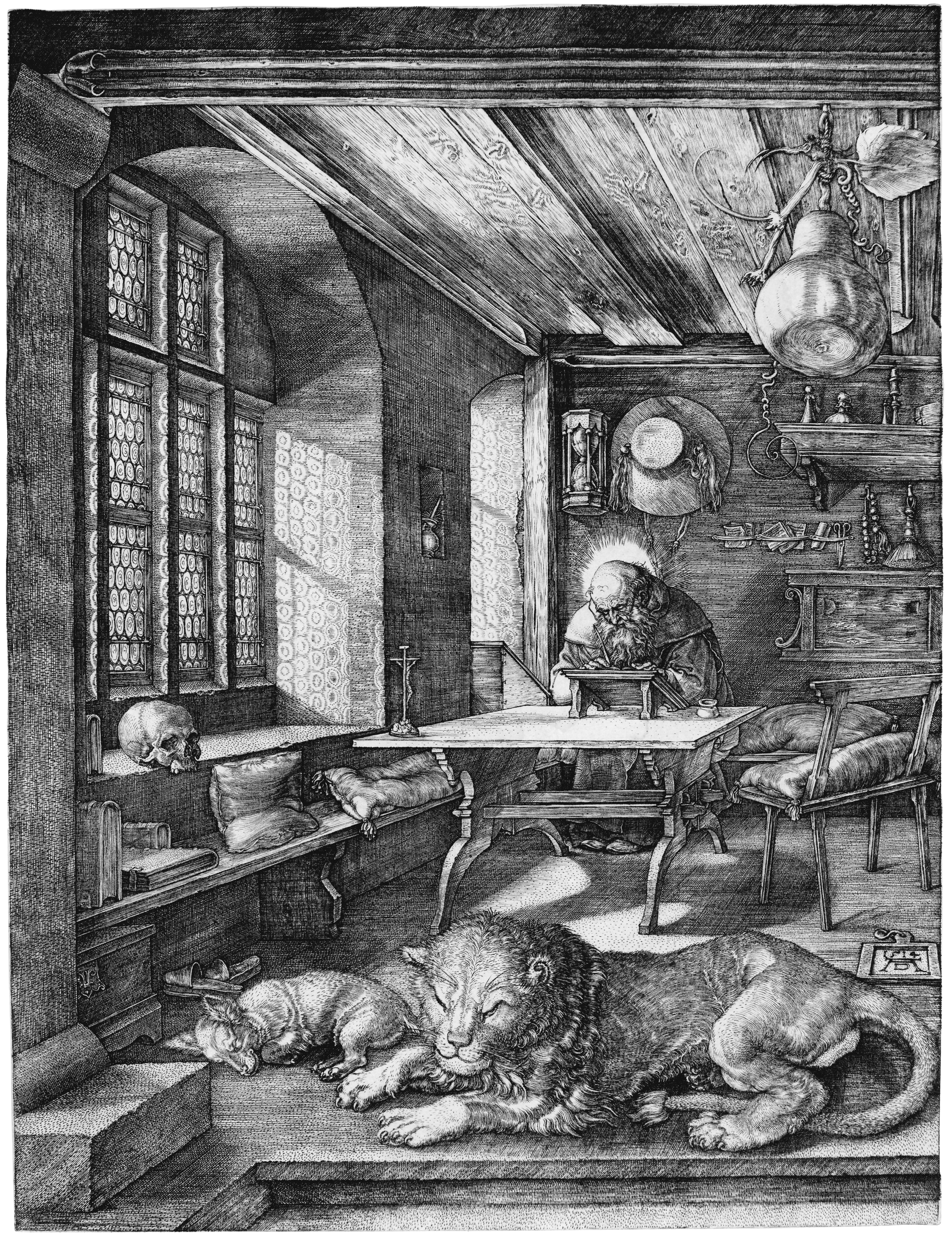
Albrecht Dürer: Hieronymus im Gehäus, 1514

Der Internationale Übersetzertag oder Internationale Tag des Übersetzens (französisch Journée mondiale de la traduction, englisch International Translation Day), im deutschsprachigen Raum auch Hieronymustag genannt, wird jährlich am 30. September begangen, dem Todestag von Hieronymus im Jahre 420, einem Kirchenvater, der das Alte Testament aus dem Hebräischen ins gesprochene Latein übersetzte und die bestehende lateinische Übersetzung der vier Evangelien im Neuen Testament nach alten griechischen Handschriften revidierte, die sog. Vulgata. Hieronymus gilt, bildlich gesehen, als Schutzheiliger der Übersetzer.

## Geschichte
Diesen Tag hatte die Fédération internationale des traducteurs, FIT, 1954 erstmals in Paris ins Leben gerufen. 1991 erweiterte die FIT die Idee zu einem weltweiten "Internationalen Tag des Übersetzens", um Solidarität innerhalb der internationalen Übersetzergemeinschaft zu zeigen und um den Beruf des Übersetzers in möglichst vielen Ländern der Welt zu fördern. Der Tag bietet Übersetzerinnen und Übersetzern (der Frauenanteil im Bundesverband der Dolmetscher und Übersetzer (BDÜ) beträgt 79 %) eine Gelegenheit, ihren Beruf ins Licht zu rücken, der in einer Zeit fortschreitender Globalisierung stetig an Bedeutung gewinnt. Jährlich gibt es, unter anderem vom Verband deutschsprachiger Übersetzer literarischer und wissenschaftlicher Werke, VdÜ, Lesungen aus übersetzten Werken in Deutschland. Auch Österreich, Litauen, Frankreich und Dänemark waren in Europa bisher schon mit öffentlichen Veranstaltungen beteiligt.

## Weltweite Verbreitung
Die UNO-Generalversammlung hat am 24. Mai 2017 den im Wesentlichen von Belarus in Kooperation mit der FIT vorangetriebenen Entschließungsantrag A/RES/71/288, den 30. September zum Internationalen Tag des Übersetzens zu erklären, „einmütig“ (nicht einstimmig) angenommen. Eine Abstimmung fand nicht statt. Im Protokoll ist vermerkt: „Adopted without vote“. Nur 27 der 193 Mitgliedsstaaten der UNO haben die Resolution unterstützt, darunter kein einziges Land der EU. Weil niemand dagegen war, gilt sie als angenommen. Die Generalversammlung erkennt damit die völkerverbindende und friedensfördernde Funktion der professionellen Übersetzung sowie deren Beitrag zur Verständigung und gesellschaftlichen Entwicklung an (The role of professional translation in connecting nations and fostering peace, understanding and development).
Wo immer gesprochen, geschrieben, gelesen oder etwas gesungen wird, sind Übersetzerinnen und Übersetzer beteiligt. Ihnen verdankt es die Welt, dass in der je eigenen Sprache das Wissen aller anderen Menschen zur Kenntnis genommen werden kann und eventuell das Bewusstsein verändert. Die Übersetzungsarbeit ist eine Voraussetzung für die Förderung von Kultur und Wissenschaft, aber auch für die Entwicklung von Volkssprachen. Sie dient dem vereinten Europa. In mehrsprachigen Ländern, wie z. B. Belgien oder der Schweiz, sind Übersetzungen unerlässlich. Im mehrsprachigen Kanada müssen laut Gesetz politische Vorgänge aller Art immer in die andere Hauptsprache übersetzt werden, falls erforderlich, zusätzlich in die Sprache der Premières Nations.

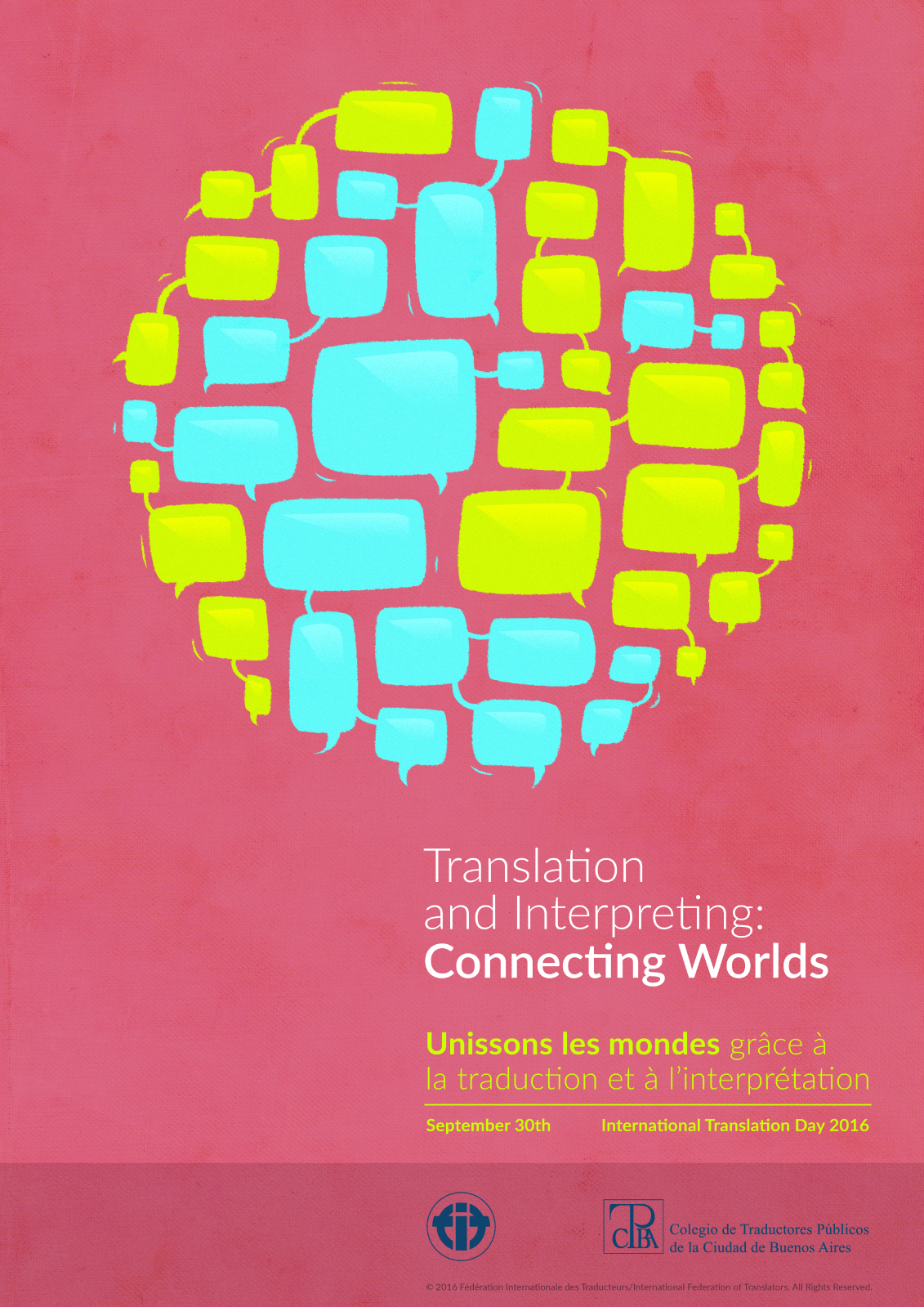
Weltweites Plakat für den Internationalen Übersetzertag 2016

Am Internationalen Tag der Übersetzung wecken zahlreiche öffentliche Veranstaltungen mit Fachleuten der Branche ein Bewusstsein für die Bedeutung verständlicher Sprache und machen die Personen sichtbar, die durch ihre Arbeit hinter einer Übersetzung stehen, von der schönen Literatur bis zum Fachbuch, vom Theater bis zu Film und Fernsehen, von Zeitungen und Zeitschriften bis hin zu Werbung und technischen Gebrauchsanweisungen.
Der VdÜ lässt anlässlich dieses Tages im 2-Jahres-Turnus einen Ring, genannt Hieronymus-Ring, weitergeben, jeweils vom bisherigen Inhaber an den von ihm selbst ausgesuchten Nachfolger. Dieser Ring ehrt hervorragende Literaturübersetzer. 2015 wurde der Ring an Miriam Mandelkow verliehen.

## Die Mottos der letzten Jahre
- 2012: „Übersetzung: ein Träger interkultureller Verständigung“
- 2013: „Jenseits sprachlicher Grenzen“
- 2014: „Das Recht auf Sprachen: eine Voraussetzung jeden Menschenrechts“
- 2015: „Neue Auffassungen von Übersetzung und Interpretation“
- 2016: „Übersetzen und Dolmetschen verbindet Welten.“
- 2017: „Übersetzen und Vielfalt“
- 2018: „Übersetzen: das Kulturerbe vermitteln in schnelllebigen Zeiten“
- 2019: „Übersetzung und indigene Sprachen“
- 2020: „Die Worte für eine Welt in der Krise finden“
- 2021: „Vereint in der Übersetzung“
- 2022: „Eine Welt ohne Grenzen“ (A world without barriers, Un monde sans barrières, Un mundo sin barreras)
- 2023: „Übersetzungen enthüllen die vielen Gesichter der Menschheit“ (Translation unveils the many faces of humanity, La traduction, révélateur des mille visages de l’humanité, La traducción revela las múltiples facetas de la humanidad)
- 2024: „Übersetzung, eine schützenswerte Kunst“ (Translation, an art worth protecting)

## Der Internationale Tag des Übersetzens im deutschsprachigen Raum
Im deutschsprachigen Bereich fördern die Veranstaltung zum Internationalen Tag des Übersetzens das Goethe-Institut, Pro Helvetia, die Robert Bosch Stiftung und die S. Fischer Stiftung.
Veranstaltungsorte waren 2017 um den 30. September herum mehrere Goethe-Institute in Alexandria, Amsterdam, Kairo, Kiew, Nanjing, Peking, Taschkent sowie mit unterschiedlichen Trägern (teils) deutschsprachige Städte wie Aabenraa, Berlin, Flensburg, Frankfurt am Main, Freiburg, Hamburg, Jena, Köln, Leipzig, Marburg und Zürich.
2018 veranstaltete die Weltlesebühne, mit Unterstützung der Toledo-Stiftung, „gläserne Übersetzungen“ in Berlin, Bocholt, Brunsbüttel, Frankfurt am Main, Freiburg, Hamburg, Heidelberg, Jena, Köln, Leipzig und Zürich; wiederum waren die Goethe-Institute aktiv, und zwar in Amsterdam, Belgrad, Budapest, Jerusalem, Kairo, Mexiko, Paris, Tel Aviv und Zagreb. Der VdÜ war mehrfach in Berlin sowie in Freiburg (mit einer zusätzlichen Ausstellung), Hamburg und Radeberg um den Hieronymus-Tag herum präsent.